# Philip Brouwer
Philip Brouwer (Emmen, 16 juni 1962 - Hoofddorp, 21 oktober 2007) was een Nederlandse (onderzoeks-)journalist. 
Philip Brouwer uit Emmen richtte met de Arnhemse uitgever Marcel Geurds (Stichting Sportweekbladen) in 1985 De HandbalKrant op. Brouwer reisde en racete het land en de sporthallen af, Geurds leidde de organisatie. De weekkrant had in no-time 2000 abonnees en een veelvoud daarvan aan lezers. Hij was daarna onder meer redacteur/verslaggever van Handbal Magazine en de Arnhemse Courant. Hij publiceerde in 1994 een serie artikelen over misstanden bij de gemeente Emmen en het plaatselijke ziekenhuis. Door deze serie zag het voltallige college van burgemeester en wethouders zich genoodzaakt om op te stappen. In 1996 won Brouwer hiervoor de Prijs voor de Dagbladjournalistiek. Ook zijn publicatie over misstanden bij de Groningse gemeente Winsum leidde tot het opstappen van het gemeentebestuur.
Na zijn carrière als verslaggever werkte Philip Brouwer als redacteur bij Binnenlands Bestuur, een magazine over politiek, integriteit en milieu. Voor dit blad schreef hij onder meer de serie Boze Burgers, een reeks artikelen over burgers die zich verzetten tegen misstanden in hun gemeente.
Brouwer overleed op 45-jarige leeftijd op 21 oktober 2007 in zijn woonplaats Hoofddorp. Hij was gehuwd en had twee kinderen.
Na zijn overlijden besloten Binnenlands Bestuur en het Dagblad van het Noorden de Philip Brouwer Integriteitsprijs in het leven te roepen, ter nagedachtenis aan het werk van deze journalist. De prijs zal eens in de twee jaar worden uitgereikt, rondom de sterfdag van Brouwer. Op 23 oktober 2008 werd de prijs voor de eerste maal uitgereikt aan de klokkenluider bij defensie Fred Spijkers.